# Oreopanax superoerstedianus
Oreopanax superoerstedianus är en araliaväxtart som beskrevs av M.J.Cannon och Cannon. Oreopanax superoerstedianus ingår i släktet Oreopanax och familjen Araliaceae. Inga underarter finns listade.